# Weöres Sándor-díj (Nyílt Társadalom Alapítvány)
A Weöres Sándor-díjat a budapesti Soros Alapítvány alapította 1989-ben. Irodalmi, nyelvészeti és műfordítói díj. Összege az alapításkor 250 ezer Ft volt.

## Díjazottak
- Baka István (1991)
- Bertók László (1993)
- Kalász Márton (1999)
- Kukorelly Endre (1994)
- Oravecz Imre (1996)
- Orbán Ottó (1990)
- Petri György (1995)
- Rákos Sándor (1995)
- Szepesi Attila (1974, 2000)
- Takács Zsuzsa (1998)
- Tandori Dezső (1990)
- Tolnai Ottó (1999)